# سفاليافا
سفاليافا هي مدينة في مقاطعة زاكارباتيا في أوكرانيا.

## معرض الصور

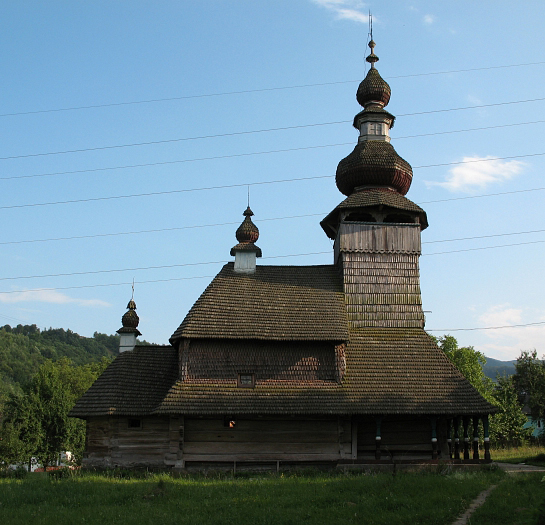
كنيسة القديس نيكولاس
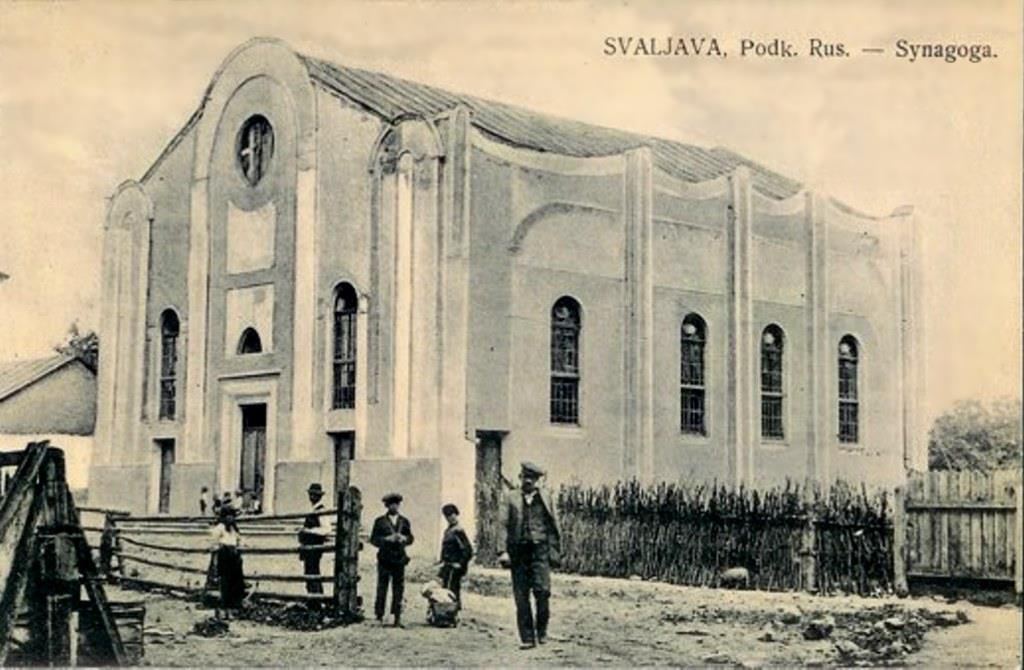
كنيس يهودي في سفاليافا
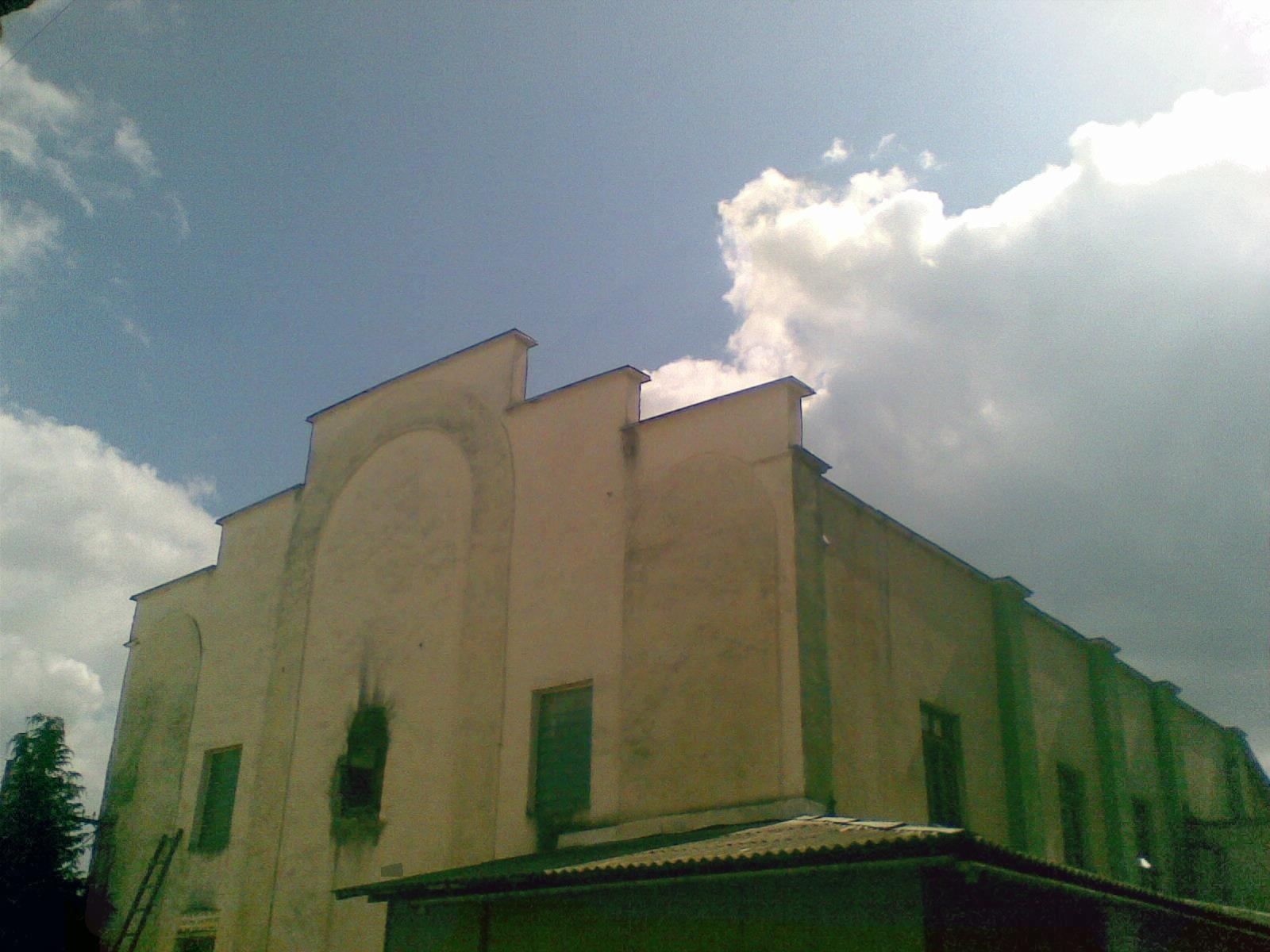
كنيس يهودي سابق، مخبز حاليا
كنيس سابق
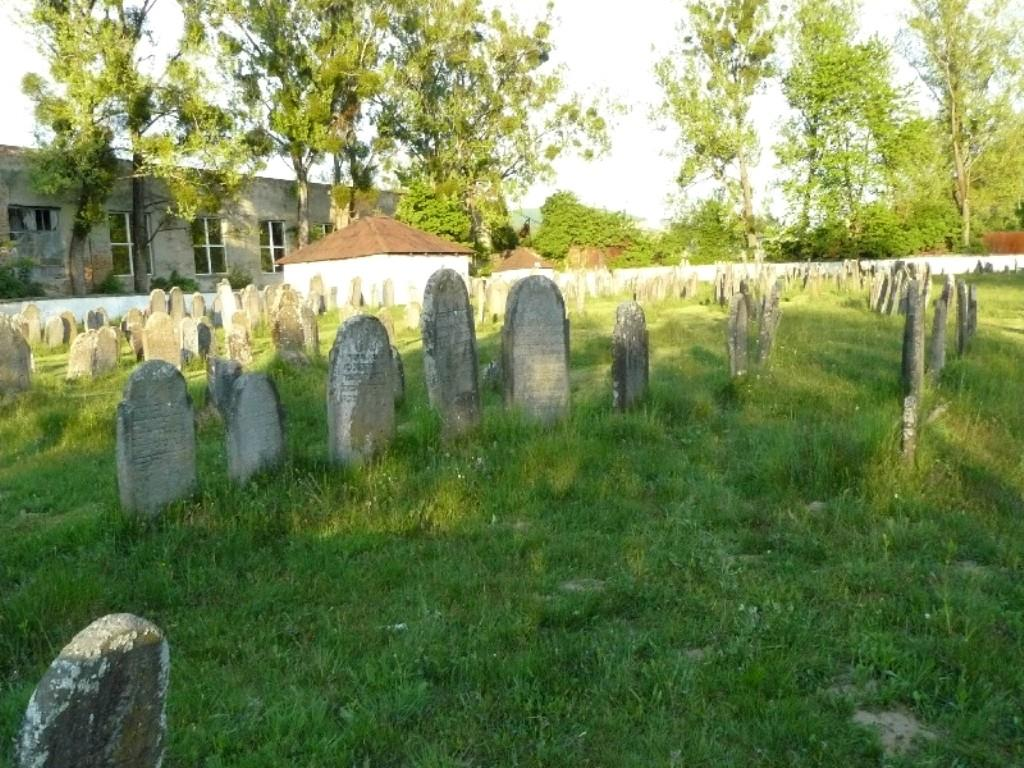
مقبرة لليهود
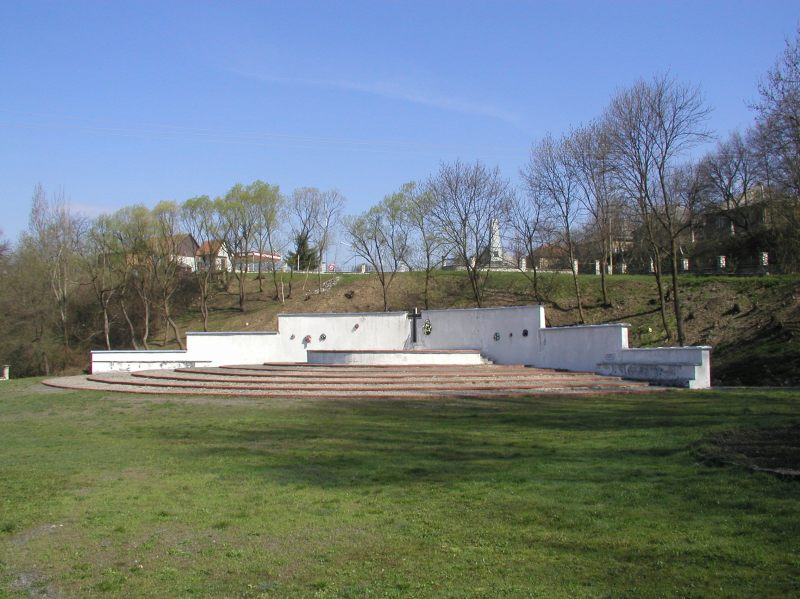
ساحة تذكارية